# Aumühle (Lülsfeld)
Aumühle ist ein Gemeindeteil der Gemeinde Lülsfeld im unterfränkischen Landkreis Schweinfurt in Bayern. Die Einöde liegt in der Gemarkung Schallfeld.

## Geografische Lage
Die Aumühle liegt im Südosten des Lülsfelder Gemeindegebiets am Mainzufluss Schwarzach. Der Norden wird von Schallfeld eingenommen, auf dessen Fluren die Mühle verortet ist. Mit dem Ort ist die Aumühle auch über die Kreisstraße SW 45/Liste der Kreisstraßen im Landkreis Kitzingen#KT 40 verbunden ist. Im Osten beginnt der Landkreis Kitzingen, die Gemarkung von Prichsenstadt-Bimbach liegt der Mühle am nächsten. Südlich der Aumühle, ebenfalls an der Kreisstraße, beginnt das Gebiet von Brünnau, das ebenfalls zu Prichsenstadt gehört. In einiger Entfernung im Westen liegt der Hauptort Lülsfeld.

## Geschichte
Die Mühle entstand in der sogenannten Au. Ihre Geschichte ist eng mit dem benachbarten Brünnau verbunden. Ähnlich wie das Dorf gelangte die Mühle zunächst als würzburgisches Lehen in die Hände der Herren von Rieneck. Später übernahm die Familie der Fuchs von Bimbach das Bauwerk in Eigenbesitz. Im Zuge der Mediatisierung kam die Mühle an die Gemeinde Schallfeld und wurde mit dieser in den 1970er Jahren nach Lülsfeld eingemeindet. Die alten Mühlengebäude sind heute modernisiert, der Mühlenbetrieb ist aufgegeben.